# Байково (Владимирская область)
Байково — деревня в Камешковском районе Владимирской области России, входит в состав Сергеихинского муниципального образования.

## География
Деревня расположена в 12 км на юго-запад от центра поселения деревни Сергеиха и в 22 км на запад от райцентра города Камешково.

## История
В конце XIX — начале XX века деревня входила в состав Быковской волости Суздальского уезда. В 1859 году в деревне числилось 34 дворов, в 1905 году — 59 дворов, в 1926 году — 83 хозяйств.
С 1929 года деревня входила в состав Кругловского сельсовета Владимирского района, с 1940 года — в составе Камешковского района, с 1977 года — в составе Коверинского сельсовета, с 2005 года — в составе Сергеихинского муниципального образования.

## Население
| 1859 | 1905 | 1926 |
| ---- | ---- | ---- |
| 232  | 386  | 334  |

| 1859 | 1905 | 1926 | 2002 | 2010 | 2021 |
| ---- | ---- | ---- | ---- | ---- | ---- |
| 232  | ↗386 | ↘334 | ↘4   | ↘0   | →0   |